# Faggeto Lario

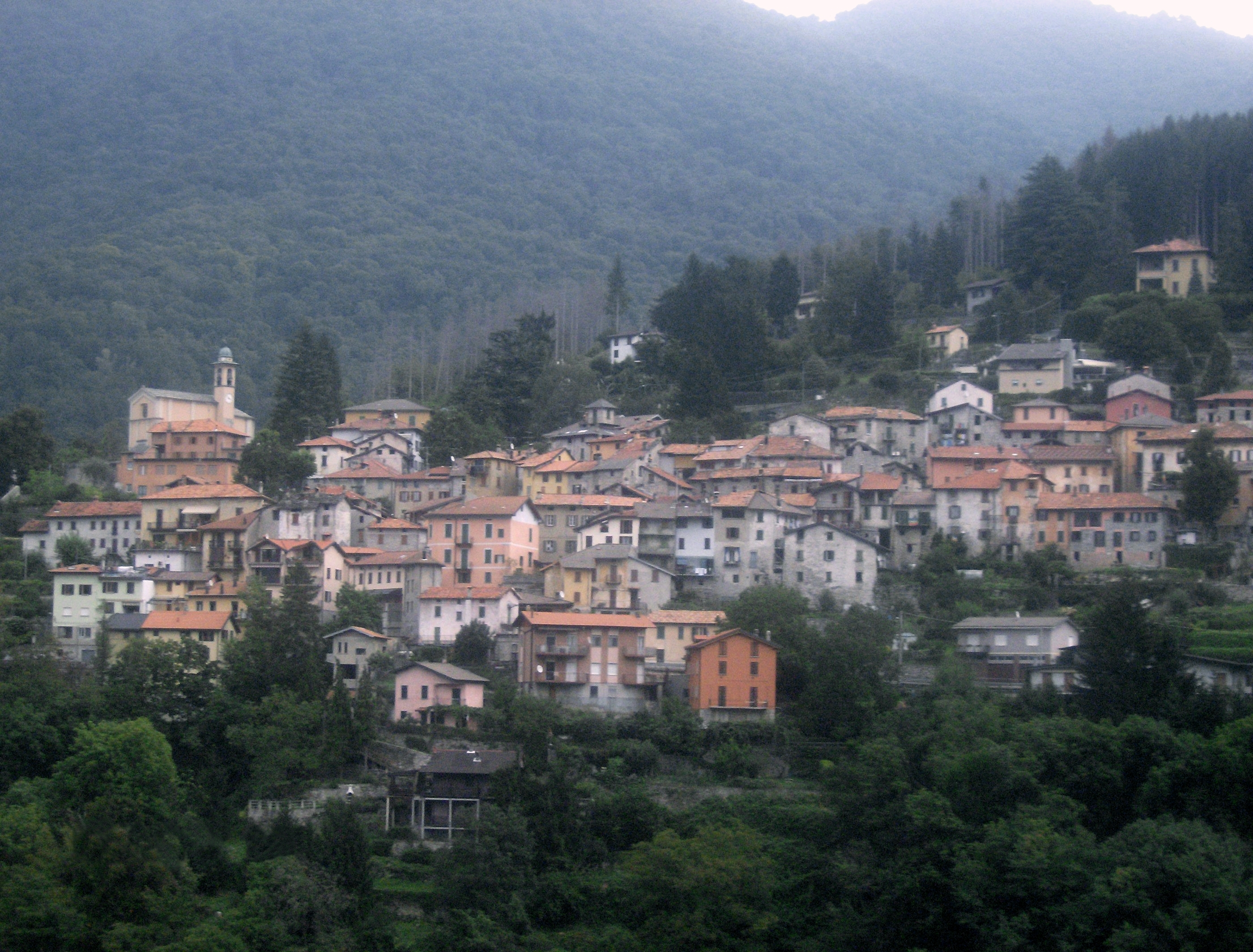
Blick auf den Ortsteil Lemna

Faggeto Lario ist ein Dorf mit 1093 Einwohnern (Stand 31. Dezember 2023) in der italienischen Provinz Como in der Region Lombardei.

## Geographie
Der Ort liegt im Triangolo Lariano zwischen den südlichen Armen des Comer Sees an der Strada statale 583. Die Gemeinde umfasst die Fraktionen: Lemna, Molina, Palanzo und Riva. 
Die Nachbargemeinden sind Albavilla, Albese con Cassano, Caglio, Carate Urio, Caslino d’Erba, Erba, Laglio, Nesso, Pognana Lario, Tavernerio und Torno.

## Sehenswürdigkeiten
- Pfarrkirche San Giorgio (1860)[2]
- Kirche del Soldo (16. Jahrhundert)[3]
- Kirche Sant’Ambrogio (1605)[4]
- Romanische Kirche Santa Margherita (11. Jahrhundert)[5]

## Bilder

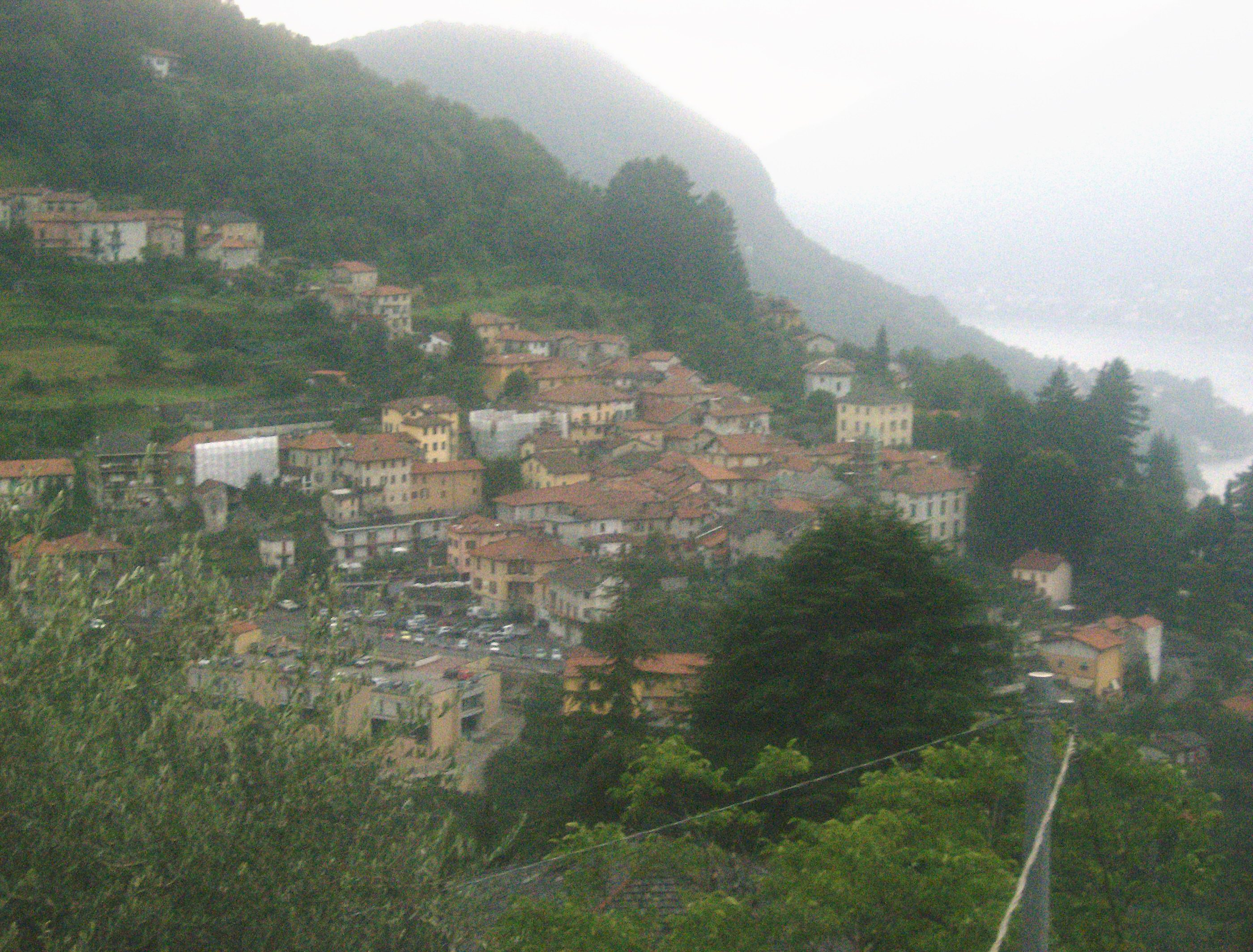
Molina
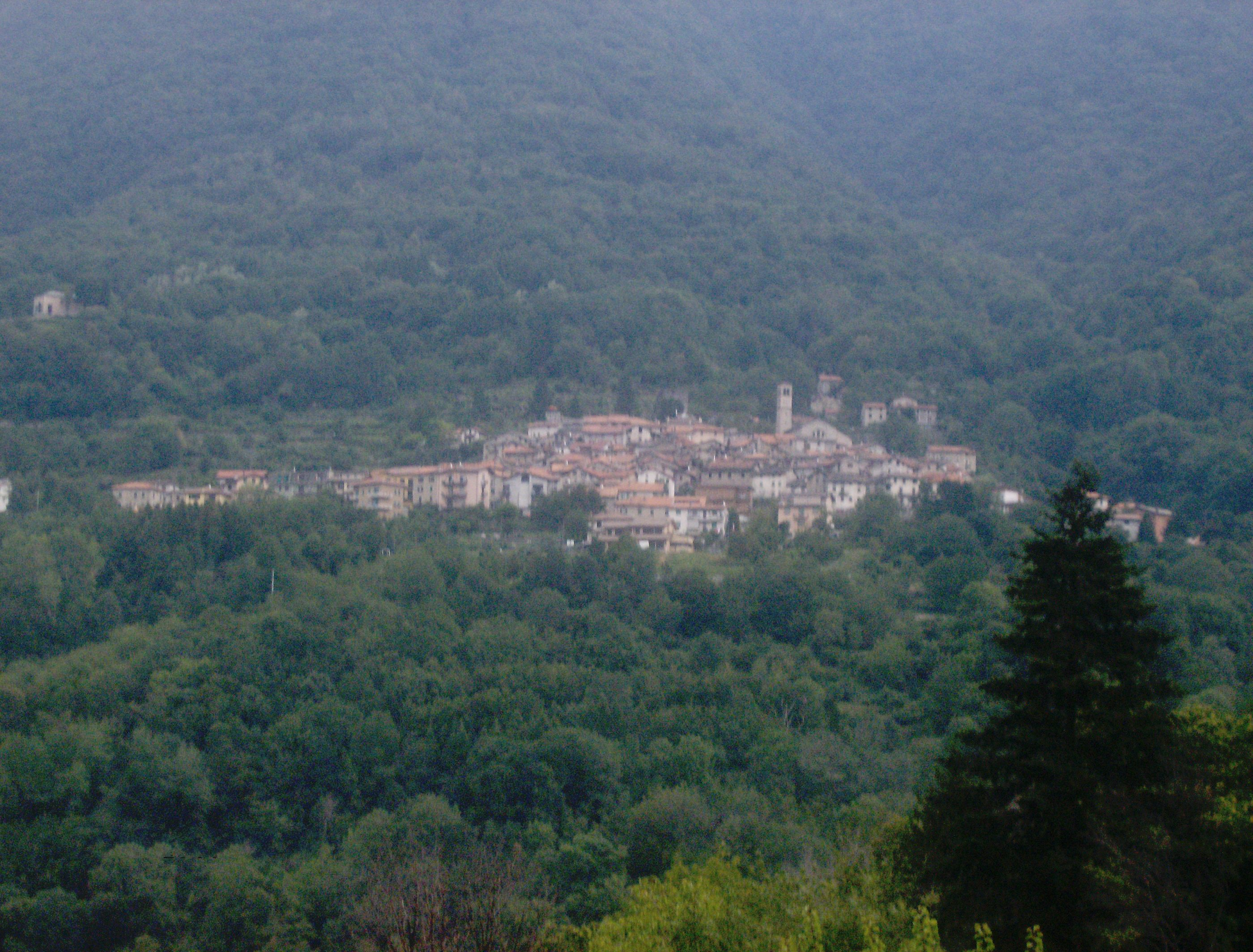
Palanzo
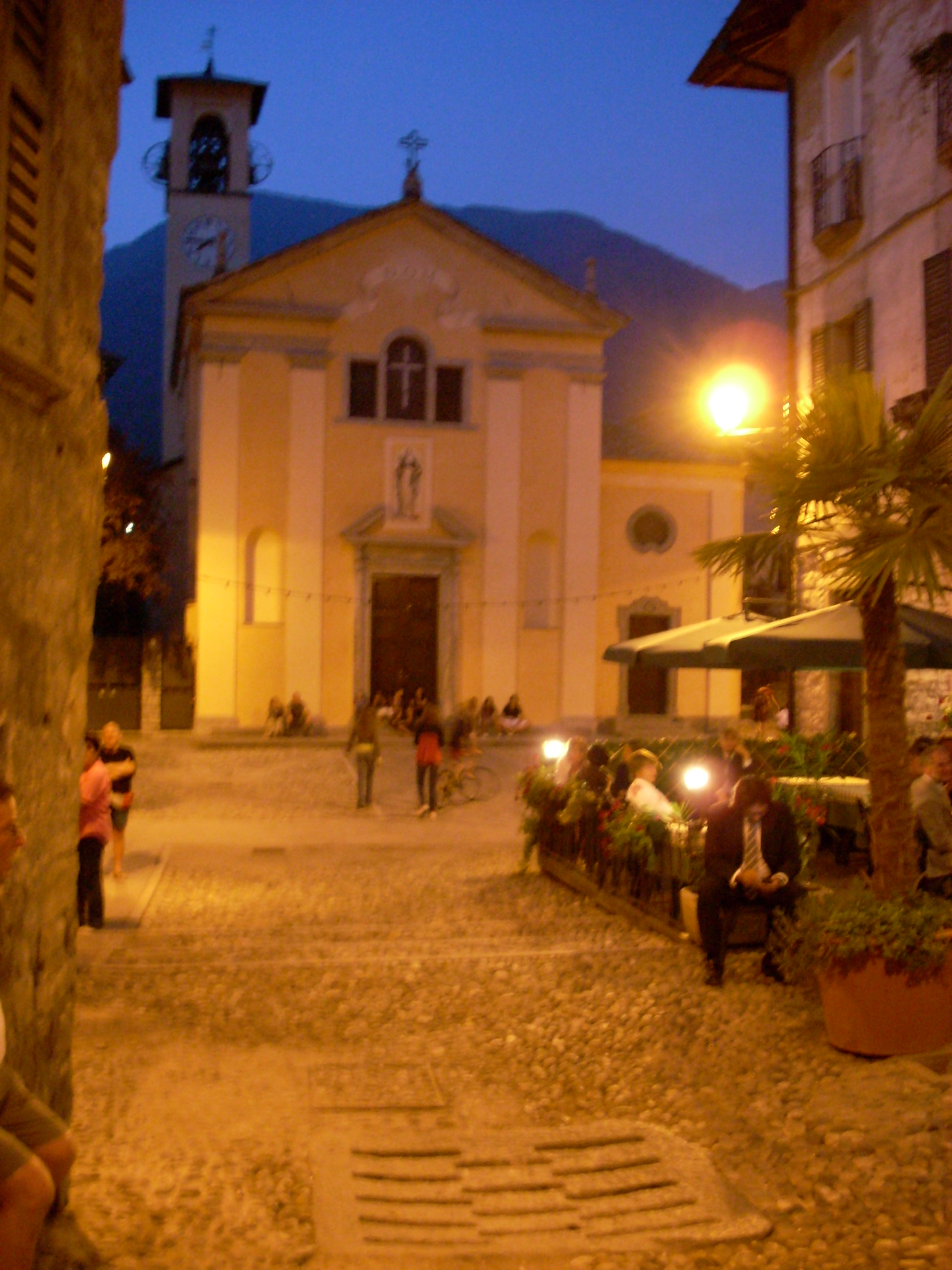
Kirche Sant’Antonio Abate in Molina
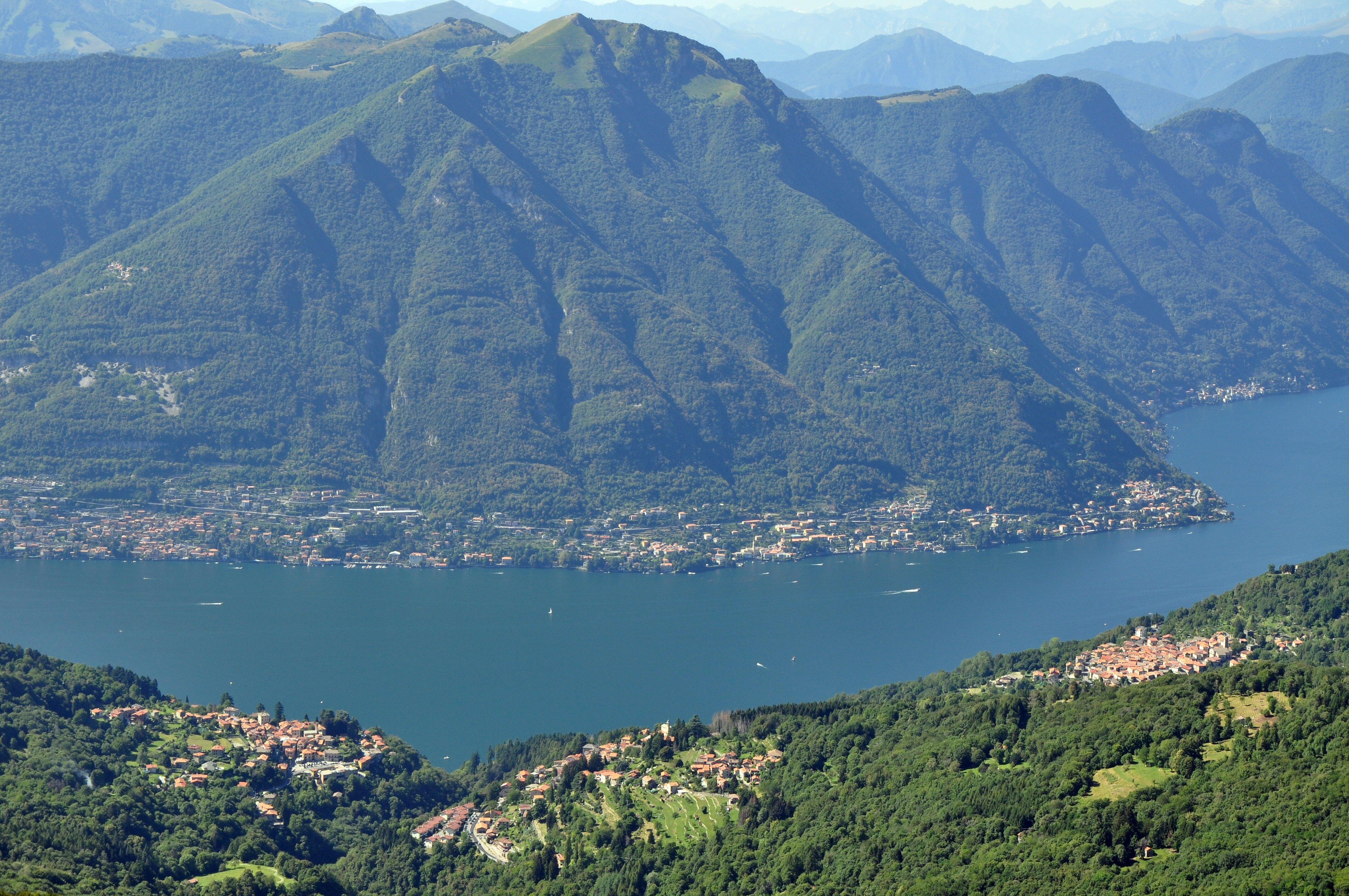
Von links: Molina, Lemna und Palanzo von monte Bollettone geschaut